# Česká přídavná jména
Článek česká přídavná jména pojednává o přídavných jménech v češtině. Podle skloňovacího typu se dělí na tvrdá, měkká a přivlastňovací; podle významu je lze rozdělit do několika skupin.

## Typy přídavných jmen dle významu
Podle významu se přídavná jména tradičně rozdělují na:
- jakostní (kvalifikační) – vyjadřují různé vlastnosti, jako např. barvu (červený, zelený), velikost (velký, malý), stáří (starý, mladý, nový), tvar (rovný, kulatý), teplotu (teplý, studený), tělesné vlastnosti (silný, zdravý) a podobně. Tato přídavná jména lze stupňovat;
- vztahová (relační) – označují nějaký vztah k určité skutečnosti, např. k látce (železný, pšeničný, plátěný), k osobě (lidský, dětský), k času (zimní, včerejší), k místu (městský, zahraniční, pražský), k abstraktní skutečnosti (vědecký, sportovní) atd. Tato přídavná jména se obvykle nestupňují;
- přivlastňovací (posesivní) – zvláštní druh vztahových adjektiv, vyjadřují vlastnictví (otcův, Petrův, sestřin, Mariin).

Existují však i podrobnější rozdělení:
- deskriptivní (odpovídají na otázku jaký?): červený, páchnoucí, stoletý – popisují nějakou (relativně) stabilní vlastnost rozvíjeného jména. Proto se obvykle nespojují s aktuálností (*Zrovna teď je dřevěný.) ani s imperativem (*Buď černý!);
- posesivní (čí?): otcův, babiččina, drakovo – uvádějí, komu dané jméno patří. Odvozují se pouze od „živých“ entit – v mužském rodě reprezentují jména životná, v ženském rodě se „živost“ řídí empiricky a od jmen středního rodu se posesiva nevytvářejí. V běžné mluvě se navíc posesiva odvozená od jmen zvířat obvykle nahrazují deskriptivy (psí bouda, dračí doupě) a posesiva se užívají pouze tehdy, pokud má mluvčí na mysli konkrétního jedince (psova bouda, drakovo doupě);
- evaluativní (jak dobrý?): slušný, obstojný, mizerný – hodnotí pozici na stupnici dobrý–špatný;
- intenzifikační (v jaké míře?): celý, dokonalý, úplný – zdůrazňují či oslabují platnost substantiva;
- restriktivní (který?): hlavní, celkový, pouhý – referují, jestli substantivum platí plně, nebo je omezeno;
- eponymní (jaký?): buddhistický, cimrmanovský, pražský – odvozená od vlastních jmen.

## Skloňování
Skloňování přídavných jmen závisí na rodu podstatného jména, které rozvíjejí:
mladý muž (m)
mladá žena (ž)
mladé dítě (s)

### Typy skloňování
Z morfologického hlediska se skloňování přídavných jmen v češtině rozděluje na následující typy:
- složené skloňování – v současnosti převládající, dále se dělí na:
  - tvrdé skloňování – vzor mladý (dobrý);
  - měkké skloňování – vzor jarní;
- jmenné skloňování – v současnosti jen omezené použití; vzor šťasten
- smíšené skloňování – u přivlastňovacích přídavných jmen, kombinuje tvary jmenného a složeného skloňování:
  - vzor otcův – přivlastňovací mužský;
  - vzor matčin – přivlastňovací ženský.

Kromě uvedených vzorů se v češtině vyskytuje malá skupina nesklonných přídavných jmen, přejatých z cizích jazyků. Tato přídavná jména jsou zpravidla hovorového rázu, např. prima Vánoce, super den.

### Tvrdé skloňování
|        |              | Mužský životný | Mužský neživotný | Ženský  | Střední |
| ------ | ------------ | -------------- | ---------------- | ------- | ------- |
| J. č.  | Nominativ    | mladý          | mladý            | mladá   | mladé   |
| J. č.  | Genitiv      | mladého        | mladého          | mladé   | mladého |
| J. č.  | Dativ        | mladému        | mladému          | mladé   | mladému |
| J. č.  | Akuzativ     | mladého        | mladý            | mladou  | mladé   |
| J. č.  | Vokativ      | mladý!         | mladý!           | mladá!  | mladé!  |
| J. č.  | Lokál        | mladém         | mladém           | mladé   | mladém  |
| J. č.  | Instrumentál | mladým         | mladým           | mladou  | mladým  |
| Mn. č. | Nominativ    | mladí          | mladé            | mladé   | mladá   |
| Mn. č. | Genitiv      | mladých        | mladých          | mladých | mladých |
| Mn. č. | Dativ        | mladým         | mladým           | mladým  | mladým  |
| Mn. č. | Akuzativ     | mladé          | mladé            | mladé   | mladá   |
| Mn. č. | Vokativ      | mladí!         | mladé!           | mladé!  | mladá!  |
| Mn. č. | Lokál        | mladých        | mladých          | mladých | mladých |
| Mn. č. | Instrumentál | mladými        | mladými          | mladými | mladými |

### Měkké skloňování
|        |              | Mužský životný | Mužský neživotný | Ženský  | Střední |
| ------ | ------------ | -------------- | ---------------- | ------- | ------- |
| J. č.  | Nominativ    | jarní          | jarní            | jarní   | jarní   |
| J. č.  | Genitiv      | jarního        | jarního          | jarní   | jarního |
| J. č.  | Dativ        | jarnímu        | jarnímu          | jarní   | jarnímu |
| J. č.  | Akuzativ     | jarního        | jarní            | jarní   | jarní   |
| J. č.  | Vokativ      | jarní!         | jarní!           | jarní!  | jarní!  |
| J. č.  | Lokál        | jarním         | jarním           | jarní   | jarním  |
| J. č.  | Instrumentál | jarním         | jarním           | jarní   | jarním  |
| Mn. č. | Nominativ    | jarní          | jarní            | jarní   | jarní   |
| Mn. č. | Genitiv      | jarních        | jarních          | jarních | jarních |
| Mn. č. | Dativ        | jarním         | jarním           | jarním  | jarním  |
| Mn. č. | Akuzativ     | jarní          | jarní            | jarní   | jarní   |
| Mn. č. | Vokativ      | jarní!         | jarní!           | jarní!  | jarní!  |
| Mn. č. | Lokál        | jarních        | jarních          | jarních | jarních |
| Mn. č. | Instrumentál | jarními        | jarními          | jarními | jarními |

### Přivlastňovací přídavná jména
Přivlastňovací přídavná jména se tvoří od životných podstatných jmen (mužského a ženského rodu) v jednotném čísle:
otec → otcův
matka → matčin
Přivlastňovací přídavná jména se od podstatných jmen mužského rodu odvozují příponou -ov (před nulovou koncovkou příponou -ův). K podstatným jménům ženského rodu se přidává přípona -in. Koncovky, které se připojují při skloňování, jsou pro oba vzory (otcův i matčin) shodné.
Skloňování přivlastňovacích přídavných jmen se označuje jako smíšené, protože se při něm střídají jmenné (krátké) a složené (dlouhé) tvary (viz Historie). Jmenné tvary (podle tvrdých vzorů podstatných jmen: pán/hrad, žena a město) se vyskytují v jednotném čísle s výjimkou instrumentálu. V množném čísle jsou v nominativu, akuzativu a vokativu. V ostatních pádech se používají tvary složené (podle vzoru mladý).
|        |              | Mužský životný      | Mužský neživotný    | Ženský              | Střední             |
| ------ | ------------ | ------------------- | ------------------- | ------------------- | ------------------- |
| J. č.  | Nominativ    | otcův, matčin       | otcův, matčin       | otcova, matčina     | otcovo, matčino     |
| J. č.  | Genitiv      | otcova, matčina     | otcova, matčina     | otcovy, matčiny     | otcova, matčina     |
| J. č.  | Dativ        | otcovu, matčinu     | otcovu, matčinu     | otcově, matčině     | otcovu, matčinu     |
| J. č.  | Akuzativ     | otcova, matčina     | otcův, matčin       | otcovu, matčinu     | otcovo, matčino     |
| J. č.  | Vokativ      | otcův, matčin       | otcův, matčin       | otcova, matčina     | otcovo, matčino     |
| J. č.  | Lokál        | otcově, matčině     | otcově, matčině     | otcově, matčině     | otcově, matčině     |
| J. č.  | Instrumentál | otcovým, matčiným   | otcovým, matčiným   | otcovou, matčinou   | otcovým, matčiným   |
| Mn. č. | Nominativ    | otcovi, matčini     | otcovy, matčiny     | otcovy, matčiny     | otcova, matčina     |
| Mn. č. | Genitiv      | otcových, matčiných | otcových, matčiných | otcových, matčiných | otcových, matčiných |
| Mn. č. | Dativ        | otcovým, matčiným   | otcovým, matčiným   | otcovým, matčiným   | otcovým, matčiným   |
| Mn. č. | Akuzativ     | otcovy, matčiny     | otcovy, matčiny     | otcovy, matčiny     | otcova, matčina     |
| Mn. č. | Vokativ      | otcovi, matčini     | otcovy, matčiny     | otcovy, matčiny     | otcova, matčina     |
| Mn. č. | Lokál        | otcových, matčiných | otcových, matčiných | otcových, matčiných | otcových, matčiných |
| Mn. č. | Instrumentál | otcovými, matčinými | otcovými, matčinými | otcovými, matčinými | otcovými, matčinými |

Kurzívou jsou v tabulce označeny jmenné tvary.
Příklady:
otcův dům
matčino auto
Přivlastňovací přídavná jména jsou často součástí názvů ulic, náměstí, budov atd.:
Neruda → Nerudova ulice
ale:
Jan Neruda → ulice Jana Nerudy
partyzáni → ulice Partyzánů
Přivlastňovací přídavná jména nelze utvořit od víceslovných pojmenování a podstatných jmen v množném čísle. Zde je nutné přivlastňovací vztah vyjádřit genitivem podstatného jména.

### Jmenné tvary
Jmenné tvary v současné češtině přežívají pouze u některých přídavných jmen, často v ustálených spojeních a považují se za knižní. Mají jen tvar nominativu (jako součásti jmenného přísudku, v souladu se svým nedeterminativním původem), méně často se užívají v akuzativu. (Podobně se užívají trpná příčestí sloves.)
Jmenné tvary se tvoří pouze od přídavných jmen tvrdého skloňování a jsou formálně shodné s podstatnými jmény vzorů pán/hrad, žena a město.
| J. č.    | J. č.      | J. č.      | Mn. č.         | Mn. č.                    | Mn. č.     |
| Mužský   | Ženský     | Střední    | Mužský životný | Mužský neživotný & ženský | Střední    |
| mlád rád | mláda ráda | mládo rádo | mládi rádi     | mlády rády                | mláda ráda |

Příklady:
On je ještě příliš mlád. = On je ještě příliš mladý.
Přídavné jméno rád se používá pouze ve jmenném tvaru: Jsem rád, že jste přišli.
Poznámka:
Je třeba rozlišovat vyjádření stavu od trpného rodu. Zatímco k vyjádření stavu je možné použít jak jmenný, tak i plný tvar přídavného jména, v trpném rodě je třeba (ve spisovné češtině) použít trpné příčestí, které je často formálně shodné se jmenným tvarem:
Výrobek byl včera pro velký zájem vyprodaný/vyprodán (ale nyní už ho máme opět skladem). (stav)
Výrobek byl včera definitivně vyprodán (a dále už se nebude prodávat). (trpný rod)

### Historie
Přídavná jména se v praslovanštině, podobně jako v jiných indoevropských jazycích (viz např. skloňování v latině či řečtině), skloňovala podle stejných vzorů jako podstatná jména, například dobrъ, dobra, dobru atd. Takové skloňování se označuje jako jmenné.
Později se vyvinul druhý typ skloňování, označovaný jako složený. Ke jmenným (krátkým) tvarům se připojovaly ještě tvary odkazovacího zájmena jъ, ja, je – srov. např. s tvary ruských přídavných jmen: добрый (dobryj), добрая (dobraja), доброе (dobroje). Zájmeno plnilo funkci určitého členu. Jmenné tvary odkazovaly k neurčitým skutečnostem, zatímco složené tvary ke skutečnostem určitým. V jihoslovanských jazycích se dosud v mužském rodě rozlišuje (i když omezeně) určitý a neurčitý význam složených a jmenných tvarů.
Původně se skloňovaly obě části složeného přídavného jména: dobrъ-jъ, dobra-jego, dobru-jemu atd.
Na konci praslovanského období a v období staré češtiny zanikly jery a proběhla kontrakce (zkrácení) skupin dvou samohlásek, mezi nimiž stála souhláska j. Tímto způsobem se nejpozději do 14. století vyvinulo současné složené skloňování: např. dobrajego > dobrégo > dobrého. V této době již složené skloňování také zcela převládlo a téměř úplně nahradilo původní jmenné tvary. Jmenné tvary se nejvíce uchovaly ve smíšeném skloňování přivlastňovacích přídavných jmen.
Původně jmenné tvary středního rodu také přešly k jiným slovním druhům (podstatná jména, příslovce), např. dobro, teplo, veselo, modro, temno, málo, blízko aj. Ustrnulé tvary jmenného skloňování dnes najdeme v ustálených příslovečných frázích: z plna hrdla, zvolna, zvesela, doběla, domodra, na černo, málem a další.

## Stupňování
Stupňování znamená tvoření tvarů 2. a 3. stupně, vyjadřujících stupeň vlastnosti přídavných jmen. Tradičně se považuje za způsob odvozování slov. Na stupňování je však možné pohlížet i jako na druh ohýbání (flexe) – vedle skloňování a časování. Stupňování může být prosté (pomocí příslovcí, např. velmi chytrý) nebo poměrné (stupeň vlastnosti). Přivlastňovací přídavná jména nelze stupňovat. U většiny přídavných jmen není stupňování obvyklé, běžně se stupňuje jen asi 10 % všech adjektiv.
- Pozitiv (1. stupeň) vyjadřuje základní míru vlastnosti. Při srovnávání znamená stejnou míru, např. Petr je stejně starý jako Pavel.
- Komparativ (2. stupeň) slouží k porovnávání, vyjadřuje větší (příp. menší) míru vlastnosti. Tvoří se příponami -ejší, -ější, -ší nebo -í (neexistuje jednoduché pravidlo, podle kterého je možné vybrat správnou příponu; první dvě jsou nejvíce používané). Samostatně použitý komparativ (tzv. komparativ absolutní) slouží ke zmírnění určitého tvrzení, např. Paní Nováková je starší dáma (místo Paní Nováková je stará).
- Superlativ vyjadřuje nejvyšší (příp. nejnižší) míru vlastnosti. Tvoří se přidáním předpony nej- k tvaru komparativu.

Příklady:
krásný – krásnější – nejkrásnější
hladký – hladší – nejhladší
Tvary komparativu a superlativu lze rovněž tvořit opisně pomocí slov více a nejvíce:
spokojený – více spokojený – nejvíce spokojený
Nižší a nejnižší míra vlastnosti se vyjadřuje pomocí stupňování přídavného jména opačného významu:
velký – menší – nejmenší
starý – mladší – nejmladší
V případě, že opozitní přídavné jméno není zřetelné, tvoří se druhý a třetí stupeň rovněž opisně:
zelený – méně zelený – nejméně zelený
Nepravidelné stupňování:
dobrý – lepší – nejlepší
špatný – horší – nejhorší
velký – větší – největší
malý – menší – nejmenší
snadný – snazší – nejsnazší
Tvary komparativu a superlativu mají vždy měkké skloňování podle vzoru jarní.

## Přípona přídavných jmen
U přídavného jména utvořeného od podstatného jména pomocí přípony -ný (-ní) je třeba dbát na zdvojování hlásek:
- den – denní (srv. noc – noční), kámen - kamenný (srv. sůl – solný)

Naproti tomu přídavná jména utvořená od názvů zvířat se tvoří pomocí koncovky í, hláska se nezdvojuje:
- beran – beraní (srv. slepice – slepičí). Výraz bažantní, který se občas vyskytuje (např. i v názvech ulic), je vytvořen nesprávně[2] a je jedním z dokladů, že jazykový úzus se nemusí vždy shodovat s jazykovou normou.

## Slovotvorba

### Odvozování

#### Přídavná jména z přídavných jmen
Přídavná jména odvozená z přídavných jmen (deadjektivní adjektiva) se téměř výhradně tvoří k vyjádření odlišné míry vlastnosti. Kromě komparativu a superlativu (viz stupňování) lze míru vlastnosti různě modifikovat pomocí přípon i předpon.
Zvýšenou míru vlastnosti spolu s kladným emočním hodnocením vyjadřují přípony -ičký, -oučký, -inký, -ounký, např. stařičký, celičký, čisťoučký, růžovoučký, prostinký, hebounký. Někdy si ve stejném významu konkuruje více přípon: maličký/malinký. Pro zesílení citového zaujetí se někdy používají různě rozšířené varianty jako kraťoulinký, malinkatý, malilinký.
U několika adjektiv se používá zveličující přípona -ánský (-atánský): velikánský, dlouhatánský, širokánský, vysokánský, hlubokánský, obrovitánský, ukrutánský, hrozitánský.
Pro vyjádření velké míry vlastnosti se obvykle používají předpony vele- (velevážený, veleslavný, velevýznamný), pra- (prastarý, prapodivný, praobyčejný), hovorově u negativních vlastností též prach- (prachobyčejný, prachsprostý) a zcela okrajově roz(to)- (rozmilý, roztomilý, roztodivný).
Nejvyšší míra vlastnosti, nikoliv však za účelem srovnávání, se vyjadřuje předponou pře- (překrásný, přesladký, převeliký, převysoký, přetěžký). Tato přídavná jména často mají knižní zabarvení.

#### Přídavná jména ze sloves
Přídavná jména odvozená ze sloves (deverbativa) vyjadřují určitý dějový příznak nebo vlastnost, která z děje vyplývá. Ve svém významu si zachovávají určité gramatické kategorie původního slovesa, jako jsou vid či slovesný rod. Rozdělují se na deverbativa paradigmatická a neparadigmatická.
Paradigmatická deverbativa
Tvoří se pravidelně od určitých slovesných tvarů. Slovotvorná přípona zůstává zachována, pouze přibírá koncovky adjektivního skloňování. Mezi paradigmatická deverbativa patří:
- procesuální adjektiva, která vyjadřují aktuální, právě probíhající vykonávání děje. Tvoří se z ženských tvarů přechodníku přítomného nedokonavých sloves (-íc, -ouc), k nimž se připojují koncovky měkkého skloňování: píšící, jdoucí, trpící, prosící, dělající;
- rezultativní adjektiva pasivní vyjadřují vlastnost, jež je důsledkem zasažení dějem, jehož původce je jiný než nositel této vlastnosti. Tvoří se z trpného příčestí (-n, -t) převážně předmětových sloves obou vidů a připojují koncovky tvrdého skloňování: psaný, trpěný, dělaný, koupený;
- rezultativní adjektiva aktivní vyjadřují vlastnost, která je výsledkem děje, který nositel této vlastnosti vykonal. Od sloves dokonavých se tvoří z ženského tvaru přechodníku minulého (-ši, -dši, -vši): přinesší, začavší, poprosivší. Tato přídavná jména mají knižní povahu a používají se zřídka. Naopak produktivní jsou adjektiva tvořená od příčestí minulého (činného; -l) neobjektových sloves (nepojí se s přímým předmětem): zchátralý, vzniklý, zestárlý, odkvetlý, zbylý.

Srovnej: zhasnutá lampa (někdo ji zhasl) × vyhaslá sopka (sama vyhasla)
Neparadigmatická deverbativa
Tvoří se přidáním slovotvorné přípony k základu slovesa:
- -avý, -ivý, -lavý, -livý, ojediněle -kavý, -vý – označují neaktuální vykonávání děje, vlastnost, která vyplývá z obvykle vykonávaného děje: koktavý, skákavý, přelétavý, smradlavý, pichlavý, lepivý, lepkavý, snaživý;
- -telný, -itelný – vyjadřují potenciální zasažení dějem: viditelný, proveditelný, vykonatelný, prokazatelný, nesmiřitelný;
- -ný – vyjadřuje neaktuální děje u adjektiv odvozených především od sloves zakončených -ovat (kočovný, bojovný, čarovný, děkovný), méně často i od sloves jiného zakončení (činný, trpný, odolný, platný, únavný). Může též vyjadřovat potenciální zasažení dějem: ohebný, sjízdný, dostupný, ponorný. Před touto příponou často dochází k hláskovým změnám původního slovesa: ohýbat → ohebný, ponořit → ponorný;
- -čný – připojuje se k infinitivnímu kmeni sloves na -at a -ovat a vyjadřuje negativní hodnocení neaktuálně vykonávaného děje: panovačný, vychloubačný, poživačný;
- -cný, -atý, -utý, -utný – rovněž vyjadřují neaktuální vykonávání děje, tvoří však malou skupinu adjektiv: kajícný, přejícný, nemohoucný, stojatý, ležatý, smrdutý, tekutý, visutý, mohutný, slovutný;
- -cí – tvoří účelová adjektiva, vyjadřující účel, ke kterému určitá věc slouží. Na rozdíl od procesuálních adjektiv, která vyjadřují právě vykonávaný děj (srovnej výše), před zakončením -cí nikdy není dlouhá samohláska: psací stůl × píšící student, žehlicí prkno (používá se k žehlení) × žena žehlící prádlo (která právě žehlí) – pozor na významový rozdíl ve dvojicích adjektiv zakončených -icí/-ící.

V hovorové mluvě se též používají adjektiva tvořená kombinací předpon u- nebo roz- s příponami -ný nebo -tý: upovídaný, usmrkaný, ulhaný, rozesmátý, rozevlátý.